# Cinclodes oustaleti
A Cinclodes oustaleti a madarak (Aves) osztályának verébalakúak (Passeriformes) rendjébe és a fazekasmadár-félék (Furnariidae) családjába tartozó faj.

## Rendszerezése
A fajt William Earl Dodge Scott brít ornitológus írta le 1900-ban.

## Alfajai
- Cinclodes oustaleti baeckstroemii Lonnberg, 1921
- Cinclodes oustaleti hornensis Dabbene, 1917
- Cinclodes oustaleti oustaleti Scott, 1900[2]

## Előfordulása
Argentína és Chile területén honos. Vonuló faj. Természetes élőhelye a szubtrópusi, trópusi és mérsékelt övi bokrosok. Kedveli a sziklás és vizes részeket is.

## Megjelenése
Átlagos testhossza 18 centiméter, testtömege 22-31 gramm.

## Életmódja
Magányosan vagy párban a földön keresi ízeltlábúakból és más gerinctelenekből álló táplálékát.

## Külső hivatkozások
- Képek az interneten a fajról
- Internet Bird Collection - videók a fajról
- Xeno-canto.org - a faj hangja és elterjedési területe